# Metaphycus malabarensis
Metaphycus malabarensis är en stekelart som först beskrevs av Durgadas Mukerjee 1975.  Metaphycus malabarensis ingår i släktet Metaphycus och familjen sköldlussteklar. Inga underarter finns listade i Catalogue of Life.